# T-Wayne
T-Wayne (* 27. Oktober 1990 in Abilene, Texas; bürgerlich: Tyshon Dwayne Nobles) ist ein US-amerikanischer Rapper.

## Biografie
Nobles begann seine musikalische Karriere nachdem er den Film 8 Mile gesehen hatte und insbesondere von den darin dargestellten Rap-Battles beeindruckt war. Mit 15 Jahren zog er von seiner Geburtsstadt Abilene nach Dallas, wo er Demoaufnahmen und Mixtapes verteilte und sogenannte „Showcase“-Auftritte absolvierte, bei denen Musiker ohne Plattenvertrag für kurze Zeit vor Verantwortlichen aus der Musikindustrie vorspielen.
Im Alter von 19 zog er dann nach Houston weiter, da eines seiner Lieder dort lokale Bekanntheit erreicht hatte. 2013 ergaben sich schließlich Kontakte zu dem Label Brick Squad, das unter anderem den Rapper Waka Flocka Flame unter Vertrag hatte. Ein Kontrakt für T-Wayne kam jedoch nicht zustande, sodass er begann seine Musik in sozialen Medien hochzuladen. Darunter war auch der Song Nasty Freestyle, ein Freestyle über den Beat von Nasty von Bandit Gang Marco.
Nachdem er ein verwackeltes Video dafür aufgenommen hatte, verbreitete es sich viral, da zahlreiche andere Menschen die erste Zeile seines Raps („First, let me hop out the motherfucking Porsche“) unter eigene, kurze Filme legten, die sie auf Instagram oder Vine teilten. Die Aufmerksamkeit führte dazu, dass Nasty Freestyle bis auf Position 9 der Billboard Hot 100 gelangte und für mehr als eine Million Downloads mit einer Platin-Schallplatte der RIAA ausgezeichnet wurde, was T-Wayne einen Vertrag mit 300 Entertainment einbrachte.
In der Folge erschienen einige weitere Singles und zwei Mixtapes. Den Erfolg von Nasty Freestyle konnte er jedoch nicht wiederholen.

## Diskografie
Mixtapes
- 2011: Trending Topic
- 2015: Who Is Ricky Wayne?
- 2015: Who Is Ricky Wayne 2
- 2017: Forever Rickey

Singles
- 2015: Nasty Freestyle
- 2015: Killin It
- 2016: Swing My Arms
- 2016: I’m Grinding (gemeinsam mit TK-N-Cash, Rich the Kid und Tate Kobang)
- 2016: Be OK
- 2017: Fell in Love

## Auszeichnungen für Musikverkäufe
| Goldene Schallplatte - Dänemark - 2015: für die Single Nasty Freestyle - Neuseeland - 2015: für die Single Nasty Freestyle |

Anmerkung: Auszeichnungen in Ländern aus den Charttabellen bzw. Chartboxen sind in ebendiesen zu finden.
| Land/RegionAuszeichnungen für Musikverkäufe (Land/Region, Auszeichnungen, Verkäufe, Quellen) | Silber  | Gold     | Platin  | Verkäufe  | Quellen          |
| -------------------------------------------------------------------------------------------- | ------- | -------- | ------- | --------- | ---------------- |
| Dänemark (IFPI)                                                                              | —       | Gold1    | —       | 30.000    | ifpi.dk          |
| Neuseeland (RMNZ)                                                                            | —       | Gold1    | —       | 7.500     | radioscope.co.nz |
| Vereinigte Staaten (RIAA)                                                                    | —       | —        | Platin1 | 1.000.000 | riaa.com         |
| Vereinigtes Königreich (BPI)                                                                 | Silber1 | —        | —       | 200.000   | bpi.co.uk        |
| Insgesamt                                                                                    | Silber1 | 2× Gold2 | Platin1 |           |                  |